# 洪七公
洪七公（こう しちこう、拼音: Hóng Qīgōng）は金庸の武俠小説『射鵰英雄伝』『神鵰剣俠』に登場する登場人物のひとり。「天下五絶」（五大武術家）のひとりで「北丐」（ほくかい）、九指神丐（きゅうししんかい）の異名を持つ。

## 生涯
江湖の最大組織である丐幇の第18代幇主。風来坊ゆえ束縛は嫌うが、一度目をかけた者はとことん面倒を見る好漢。若い頃に食欲のせいで義士の救助に遅れたことを後悔し、指を一本噛み千切った。だが、食べることを何より愛しており、これが洪七公の最大の欠点となっている。
その食欲を利用して、黄蓉などは郭靖を洪七公に弟子入りさせ、降龍十八掌を習得させた。以降、郭靖・黄蓉に協力的な立場となり、二人の恋が黄薬師などに反対されると積極的に郭靖らを応援している。そのために桃花島に来た帰り道、欧陽鋒の攻撃によって一時的に武功を失うと、黄蓉を丐幇の19代目の幇主に指名し、打狗棒を授けた。
続編『神鵰剣俠』で楊過の前に姿を現し、長年の宿敵である西毒・欧陽鋒と死闘を繰り広げた。この戦いは数日におよび、お互いの体力が尽きるとその場にいた楊過に技を指導して実演させ、相手がそれを破る技を楊過に実演させる、という奇妙な勝負になった。これによって、楊過は洪七公から打狗棒術などの絶技を習得する。最終的に、一晩かけて欧陽鋒が打狗棒術の絶技・「天下無狗」を打ち破る技を考え付くと、素直に負けを認めて、数十年にわたる確執に終止符を打った。しかし、両者とも体力の極限状態にあったため、互いの健闘をたたえあい、笑いあっている最中に死亡した。

## 武功
丐幇につたわる、「打狗棒法」、「降龍十八掌」という絶技を使う。うち、「降龍十八掌」は「剛」を最高値まで極めたものと言われ、絶大な威力を発揮する。自分で編み出した武術に「逍遙遊」、「満天花雨」がある。
本人自身の武功が優れているのはもちろん、指導能力にも優れており、王処一が言うには「洪七公が指導する三日は、三十年の修行にも匹敵する」とのこと。実際に、三日間の指導を元に穆念慈が義父の楊鉄心を超えるほどの腕前になっていたり、約一ヶ月で郭靖などが急成長している。

## 演じた俳優
映画
- 檸檬：『射鵰英雄伝』 1958年
- 谷峰：『射鵰英雄伝』 1977年
- 谷峰：『射鵰英雄伝続集』 1978年
- ジャッキー・チュン：『大英雄』（原題：『射鵰英雄傳之東成西就』） 1993年・・・『楽園の瑕』の撮影が遅れ公開日に公開する目途が立たなかったため、急遽撮影されたコメディ映画。
- ジャッキー・チュン：『楽園の瑕』（原題：『東邪西毒』） 1994年・・・若き日の洪七公が登場する外伝的作品。妻がおり、また戦いの中で指をひとつ失う描写がある。

テレビドラマ
『射鵰英雄伝』
- 陳飛龍：『射鵰英雄伝』 佳芸電視 香港 1976年
- 劉丹：『射鵰英雄伝』 TVB 香港 1983年
- 劉江：『射鵰英雄伝之九陰真経』 TVB 香港 1993年
- 劉丹：『射鵰英雄伝』 TVB 香港 1994年
- 魏駿傑：『射鵰英雄伝之南帝北丐』 TVB 香港 1994年
- ソン・ハイイン：『射鵰英雄伝』 中央電視台（CCTV） 中国 2003年
- 梁家仁：『射鵰英雄伝』 香港 2008年
- ジャオ・リーシン：『射鵰英雄伝 レジェンド・オブ・ヒーロー』 中国 2017年

『神鵰剣俠』
- 陳非龍：『神鵰俠侶』 佳芸電視 香港 1976年
- 劉丹：『神鵰俠侶』 無綫電視（TVB） 香港 1984年
- 劉丹：『神鵰俠侶』 TVB 香港 1995年
- 梁家仁：『神鵰俠侶』 台湾テレビ（TTV） 台湾 1998年
- 大力： 『神鵰侠侶』  中央電視台（CCTV） 中国 2006年